# Phân cấp hành chính Latvia
Phân cấp hành chính Latvia có sự thay đổi vào ngày 1 tháng 7 năm 2021.  Ngày 10 tháng 6 năm 2020, Saeima (Quốc hội) phê chuẩn một cải cách, theo đó giảm từ 110 khu tự quản và 9 thành phố nước cộng hòa thành 43 đơn vị chính quyền  địa phương, gồm 36 khu tự quản (novadi) và 7 thành phố nhà nước (valstspilsētas, số nhiều). Vào ngày 1 tháng 6 năm 2021, Tòa án Hiến pháp Latvia đã ra phán quyết rằng việc sáp nhập khu tự quản Varakļāni vào khu tự quản Rēzekne là vi hiến. Đáp lại, Saeima quyết định duy trì sự tồn tại của Varakļāni với tư cách là đơn vị chính quyền địa phương thứ 43.
Các cải cách khu tự quản trước đây sau khi khôi phục nền độc lập của Latvia được ban hành vào năm 2009 và 1990 (khi các giáo xứ được khôi phục).

## Thành phố nhà nước

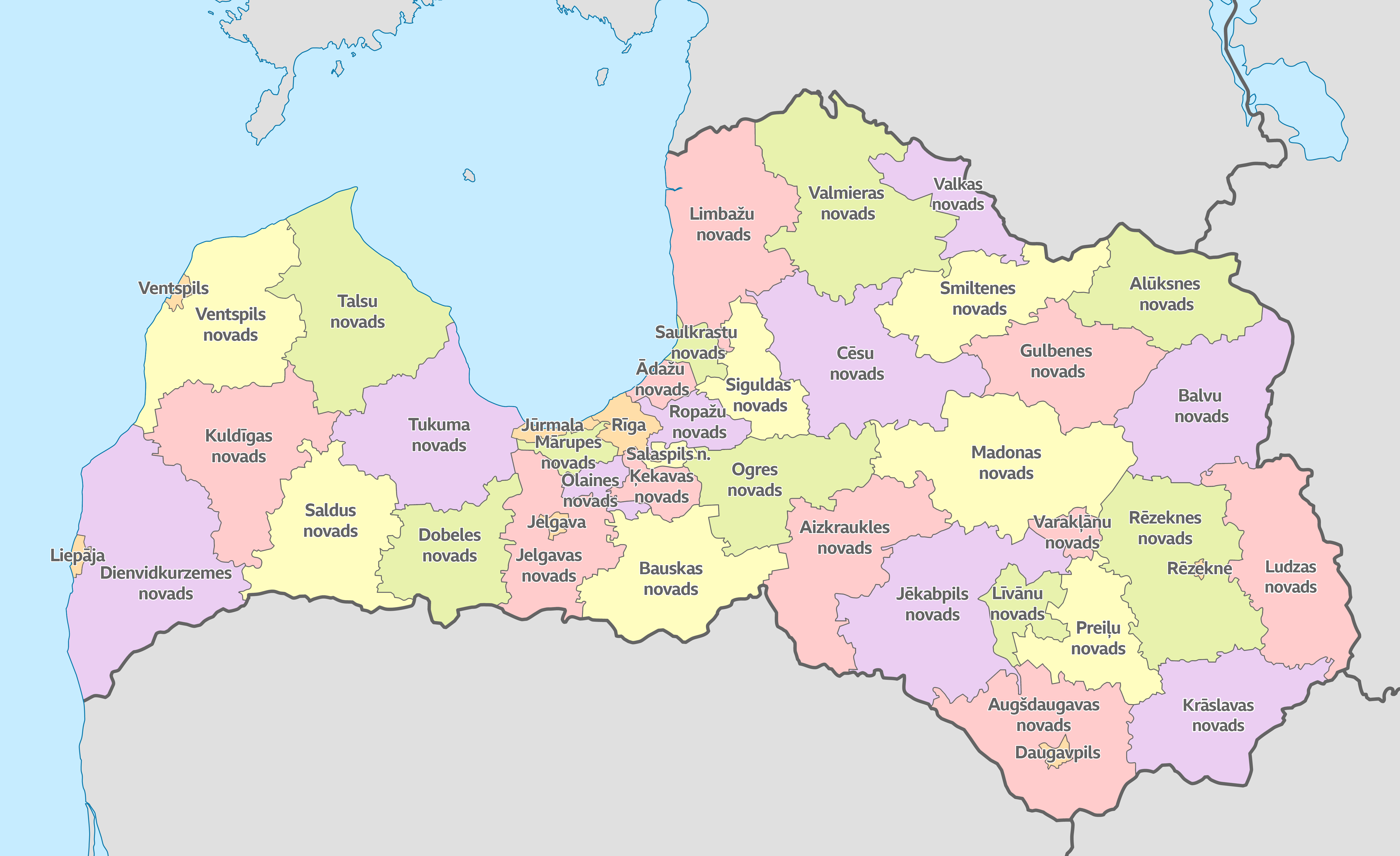
Các thành phố nhà nước và khu tự quản của Latvia kể từ ngày 1 tháng 7 năm 2021

Các thành phố nhà nước, khu tự quản, giáo xứ và thị trấn của Latvia tính đến năm 2022.

Bản đồ giáo xứ Latvia năm 2022.

Luật năm 2020 về lãnh thổ hành chính và khu vực dân cư đã chỉ định Ogre và chín thành phố nước cộng hòa trước đó là thành phố nhà nước. Nó cũng quy định việc thăng hạng Iecava và Koknese lên thành thành phố nhà nước vào ngày 1 tháng 7 năm 2021. Tuy nhiên, theo luật tương tự, chỉ bảy thành phố nhà nước được liệt kê trong bảng sau sẽ có chính quyền địa phương độc lập với bất kỳ khu tự quản nào. Các thành phố nhà nước Jēkabpils và Valmiera lần lượt trở thành một phần của khu tự quản Jēkabpils và khu tự quản Valmiera vào ngày 1 tháng 7 năm 2021.
| Tên gọi    | Dân số (ước tính 2021) | GRP triệu €, 2018 | GRP bình quân €, 2018 |
| ---------- | ---------------------- | ----------------- | --------------------- |
| Daugavpils | 80.627                 | 0,693             | 8.400                 |
| Jelgava    | 55.336                 | 0,583             | 10.400                |
| Jūrmala    | 50.248                 | 0,421             | 8.600                 |
| Liepāja    | 67.964                 | 0,897             | 13.000                |
| Rēzekne    | 26.839                 | 0,283             | 10.100                |
| Riga       | 614.618                | 16,395            | 25.800                |
| Ventspils  | 33.372                 | 0,470             | 13.600                |

## Khu tự quản
Kể từ ngày 1 tháng 7 năm 2021, có 36 khu tự quản ở Latvia:
| Khu tự quản   | Dân số (ước tính 2021) | Các đơn vị của khu tự quản: (thành phố, thị trấn, giáo xứ) |
| ------------- | ---------------------- | --- |
| Ādaži         | 21.134                 | Ādaži (giáo xứ), Ādaži (thị trấn), Carnikava (giáo xứ) |
| Aizkraukle    | 29.367                 | Aiviekste (giáo xứ), Aizkraukle (giáo xứ), Aizkraukle (thị trấn), Bebri (giáo xứ), Daudzese (giáo xứ), Irši (giáo xứ), Jaunjelgava (giáo xứ), Jaunjelgava (thị trấn), Klintaine (giáo xứ), Koknese (giáo xứ), Koknese (thị trấn), Mazzalve (giáo xứ), Nereta (giáo xứ), Pilskalne (giáo xứ), Pļaviņas (thị trấn), Sece (giáo xứ), Sērene (giáo xứ), Skrīveri (giáo xứ), Staburags (giáo xứ), Sunākste (giáo xứ), Vietalva (giáo xứ), Zalve (giáo xứ) |
| Alūksne       | 13.861                 | Alsviķi (giáo xứ), Alūksne (thị trấn), Anna (giáo xứ), Ilzene (giáo xứ), Jaunalūksne (giáo xứ), Jaunanna (giáo xứ), Jaunlaicene (giáo xứ), Kalncempji (giáo xứ), Liepna (giáo xứ), Maliena (giáo xứ), Mālupe (giáo xứ), Mārkalne (giáo xứ), Pededze (giáo xứ), Veclaicene (giáo xứ), Zeltiņi (giáo xứ), Ziemeri (giáo xứ) |
| Augšdaugava   | 25.927                 | Ambeļi (giáo xứ), Bebrene (giáo xứ), Biķernieki (giáo xứ), Demene (giáo xứ), Dubna (giáo xứ), Dviete (giáo xứ), Eglaine (giáo xứ), Ilūkste (thị trấn), Kalkūne (giáo xứ), Kalupe (giáo xứ), Laucesa (giáo xứ), Līksna (giáo xứ), Maļinova (giáo xứ), Medumi (giáo xứ), Naujene (giáo xứ), Nīcgale (giáo xứ), Pilskalne (giáo xứ), Prode (giáo xứ), Saliena (giáo xứ), Skrudaliena (giáo xứ), Subate (thị trấn), Svente (giáo xứ), Šēdere (giáo xứ), Tabore (giáo xứ), Vabole (giáo xứ), Vecsaliena (giáo xứ), Višķi (giáo xứ)                                                                          |
| Balvi         | 19.015                 | Baltinava (giáo xứ), Balvi (giáo xứ), Balvi (thị trấn), Bērzkalne (giáo xứ), Bērzpils (giáo xứ), Briežuciems (giáo xứ), Krišjāņi (giáo xứ), Kubuli (giáo xứ), Kuprava (giáo xứ), Lazdukalns (giáo xứ), Lazduleja (giáo xứ), Medņeva (giáo xứ), Rugāji (giáo xứ), Susāji (giáo xứ), Šķilbēni (giáo xứ), Tilža (giáo xứ), Vectilža (giáo xứ), Vecumi (giáo xứ), Viļaka (thị trấn), Vīksna (giáo xứ), Žīguri (giáo xứ) |
| Bauska        | 41.755                 | Bauska (thị trấn), Bārbele (giáo xứ), Brunava (giáo xứ), Ceraukste (giáo xứ), Code (giáo xứ), Dāviņi (giáo xứ), Gailīši (giáo xứ), Iecava (giáo xứ), Iecava (thị trấn), Īslīce (giáo xứ), Kurmene (giáo xứ), Mežotne (giáo xứ), Rundāle (giáo xứ), Skaistkalne (giáo xứ), Stelpe (giáo xứ), Svitene (giáo xứ), Valle (giáo xứ), Vecsaule (giáo xứ), Vecumnieki (giáo xứ), Viesturi (giáo xứ) |
| Cēsis         | 41.161                 | Amata (giáo xứ), Cēsis (thị trấn), Drabeši (giáo xứ), Dzērbene (giáo xứ), Ineši (giáo xứ), Jaunpiebalga (giáo xứ), Kaive (giáo xứ), Liepa (giáo xứ), Līgatne (giáo xứ), Līgatne (thị trấn), Mārsnēni (giáo xứ), Nītaure (giáo xứ), Priekuļi (giáo xứ), Raiskums (giáo xứ), Skujene (giáo xứ), Stalbe (giáo xứ), Straupe (giáo xứ), Taurene (giáo xứ), Vaive (giáo xứ), Vecpiebalga (giáo xứ), Veselava (giáo xứ), Zaube (giáo xứ), Zosēni (giáo xứ) |
| Dobele        | 28.517                 | Annenieki (giáo xứ), Auce (thị trấn), Augstkalne (giáo xứ), Auri (giáo xứ), Bēne (giáo xứ), Bērze (giáo xứ), Biksti (giáo xứ), Bukaiši (giáo xứ), Dobele (giáo xứ), Dobele (thị trấn), Īle (giáo xứ), Jaunbērze (giáo xứ), Krimūna (giáo xứ), Lielauce (giáo xứ), Naudīte (giáo xứ), Penkule (giáo xứ), Tērvete (giáo xứ), Ukri (giáo xứ), Vecauce (giáo xứ), Vītiņi (giáo xứ), Zebrene (giáo xứ) |
| Gulbene       | 19.619                 | Beļava (giáo xứ), Dauksti (giáo xứ), Druviena (giáo xứ), Galgauska (giáo xứ), Gulbene (thị trấn), Jaungulbene (giáo xứ), Lejasciems (giáo xứ), Litene (giáo xứ), Lizums (giáo xứ), Līgo (giáo xứ), Ranka (giáo xứ), Stāmeriena (giáo xứ), Stradi (giáo xứ), Tirza (giáo xứ) |
| Jelgava       | 31.969                 | Cena (giáo xứ), Eleja (giáo xứ), Glūda (giáo xứ), Jaunsvirlauka (giáo xứ), Kalnciems (giáo xứ), Lielplatone (giáo xứ), Līvbērze (giáo xứ), Ozolnieki (giáo xứ), Platone (giáo xứ), Salgale (giáo xứ), Sesava (giáo xứ), Svēte (giáo xứ), Valgunde (giáo xứ), Vilce (giáo xứ), Vircava (giáo xứ), Zaļenieki (giáo xứ) |
| Jēkabpils     | 40.576                 | Aknīste (giáo xứ), Aknīste (thị trấn), Asare (giáo xứ), Atašiene (giáo xứ), Ābeļi (giáo xứ), Dignāja (giáo xứ), Dunava (giáo xứ), Elkšņi (giáo xứ), Gārsene (giáo xứ), Jēkabpils (thành phố), Kalna (giáo xứ), Krustpils (giáo xứ), Kūkas (giáo xứ), Leimaņi (giáo xứ), Mežāre (giáo xứ), Rite (giáo xứ), Rubene (giáo xứ), Sala (giáo xứ)\| (giáo xứ), Sauka (giáo xứ), Sēlpils (giáo xứ), Varieši (giáo xứ), Viesīte (giáo xứ), Viesīte (thị trấn), Vīpe (giáo xứ), Zasa (giáo xứ) |
| Ķekava        | 30.077                 | Baldone (giáo xứ), Baldone (thị trấn), Baloži (thị trấn), Daugmale (giáo xứ), Ķekava (giáo xứ), Ķekava town |
| Krāslava      | 21.459                 | Andrupene (giáo xứ), Andzeļi (giáo xứ), Asūne (giáo xứ), Auleja (giáo xứ), Bērziņi (giáo xứ), Dagda (giáo xứ), Dagda (thị trấn), Ezernieki (giáo xứ), Grāveri (giáo xứ), Indra (giáo xứ), Izvalta (giáo xứ), Kalnieši (giáo xứ), Kaplava (giáo xứ), Kastuļina (giáo xứ), Kombuļi (giáo xứ), Konstantinova (giáo xứ), Krāslava (giáo xứ), Krāslava (thị trấn), Ķepova (giáo xứ), Piedruja (giáo xứ), Robežnieki (giáo xứ), Skaista (giáo xứ), Svariņi (giáo xứ), Šķaune (giáo xứ), Šķeltova (giáo xứ), Ūdrīši (giáo xứ)                                                                                 |
| Kuldīga       | 27.736                 | Alsunga (giáo xứ), Ēdole (giáo xứ), Gudenieki (giáo xứ), Īvande (giáo xứ), Kabile (giáo xứ), Kuldīga (thị trấn), Kurmāle (giáo xứ), Laidi (giáo xứ), Nīkrāce (giáo xứ), Padure (giáo xứ), Pelči (giáo xứ), Raņķi (giáo xứ), Renda (giáo xứ), Rudbārži (giáo xứ), Rumba (giáo xứ), Skrunda (giáo xứ), Skrunda (thị trấn), Snēpele (giáo xứ), Turlava (giáo xứ), Vārme (giáo xứ) |
| Limbaži       | 28.546                 | Ainaži (giáo xứ), Ainaži (thị trấn), Aloja (giáo xứ), Aloja (thị trấn), Braslava (giáo xứ), Brīvzemnieki (giáo xứ), Katvari (giáo xứ), Liepupe (giáo xứ), Limbaži (giáo xứ), Limbaži (thị trấn), Pāle (giáo xứ), Salacgrīva (giáo xứ), Salacgrīva (thị trấn), Skulte (giáo xứ), Staicele (giáo xứ), Staicele (thị trấn), Umurga (giáo xứ), Vidriži (giáo xứ), Viļķene (giáo xứ) |
| Līvāni        | 10.636                 | Jersika (giáo xứ), Līvāni (thị trấn), Rožupe (giáo xứ), Rudzāti (giáo xứ), Sutri (giáo xứ), Turki (giáo xứ) |
| Ludza         | 21.777                 | Blonti (giáo xứ), Briģi (giáo xứ), Cibla (giáo xứ), Cirma (giáo xứ), Goliševa (giáo xứ), Isnauda (giáo xứ), Istra (giáo xứ), Kārsava (thị trấn), Lauderi (giáo xứ), Līdumnieki (giáo xứ), Ludza (thị trấn), Malnava (giáo xứ), Mežvidi (giáo xứ), Mērdzene (giáo xứ), Nirza (giáo xứ), Ņukši (giáo xứ), Pasiene (giáo xứ), Pilda (giáo xứ), Pureņi (giáo xứ), Pušmucova (giáo xứ), Rundēni (giáo xứ), Salnava (giáo xứ), Zaļesje (giáo xứ), Zilupe (thị trấn), Zvirgzdene (giáo xứ) |
| Madona        | 28.692                 | Arona (giáo xứ), Barkava (giáo xứ), Bērzaune (giáo xứ), Cesvaine (giáo xứ), Cesvaine (thị trấn), Dzelzava (giáo xứ), Ērgļi (giáo xứ), Indrāni (giáo xứ), Jumurda (giáo xứ), Kalsnava (giáo xứ), Lazdona (giáo xứ), Liezēre (giáo xứ), Lubāna (thị trấn), Ļaudona (giáo xứ), Madona (thị trấn), Mārciena (giáo xứ), Mētriena (giáo xứ), Ošupe (giáo xứ), Prauliena (giáo xứ), Sarkaņi (giáo xứ), Sausnēja (giáo xứ), Vestiena (giáo xứ) |
| Mārupe        | 32.824                 | Babīte (giáo xứ), Mārupe (giáo xứ), Mārupe (thị trấn), Sala (giáo xứ)\| (giáo xứ) |
| Ogre          | 57.617                 | Birzgale (giáo xứ), Ikšķile (thị trấn), Jumprava (giáo xứ), Krape (giáo xứ), Ķegums (thị trấn), Ķeipene (giáo xứ), Laubere (giáo xứ), Lēdmane (giáo xứ), Lielvārde (giáo xứ), Lielvārde (thị trấn), Madliena (giáo xứ), Mazozoli (giáo xứ), Meņģele (giáo xứ), Ogre (thành phố), Ogresgals (giáo xứ), Rembates (giáo xứ), Suntaži (giáo xứ), Taurupe (giáo xứ), Tīnūži (giáo xứ), Tome (giáo xứ) |
| Olaine        | 19.705                 | Olaine (giáo xứ), Olaine town |
| Preiļi        | 16.759                 | Aglona (giáo xứ), Aizkalne (giáo xứ), Galēni (giáo xứ), Pelēči (giáo xứ), Preiļi (giáo xứ), Preiļi (thị trấn), Riebiņi (giáo xứ), Rožkalni (giáo xứ), Rušona (giáo xứ), Sauna (giáo xứ), Silajāņi (giáo xứ), Sīļukalns (giáo xứ), Stabulnieki (giáo xứ), Upmala (giáo xứ), Vārkava (giáo xứ) |
| Rēzekne       | 29.643                 | Audriņi (giáo xứ), Bērzgale (giáo xứ), Čornaja (giáo xứ), Dricāni (giáo xứ), Feimaņi (giáo xứ), Gaigalava (giáo xứ), Griškāni (giáo xứ), Ilzeskalns (giáo xứ), Kantinieki (giáo xứ), Kaunata (giáo xứ), Lendži (giáo xứ), Lūznava (giáo xứ), Mākoņkalns (giáo xứ), Malta (giáo xứ), Nagļi (giáo xứ), Nautrēni (giáo xứ), Ozolaine (giáo xứ), Ozolmuiža (giáo xứ), Puša (giáo xứ), Rikava (giáo xứ), Sakstagals (giáo xứ), Silmala (giáo xứ), Stoļerova (giáo xứ), Strūžāni (giáo xứ), Vērēmi (giáo xứ), Dekšāres (giáo xứ), Sokolki (giáo xứ), Viļāni (giáo xứ), Viļāni (thị trấn)                     |
| Ropaži        | 31.697                 | Garkalne (giáo xứ), Ropaži (giáo xứ), Stopiņi (giáo xứ), Vangaži town |
| Salaspils     | 22.868                 | Salaspils (giáo xứ), Salaspils town |
| Saldus        | 27.110                 | Blīdene (giáo xứ), Brocēni (thị trấn), Ciecere (giáo xứ), Ezere (giáo xứ), Gaiķi (giáo xứ), Jaunauce (giáo xứ), Jaunlutriņi (giáo xứ), Kursīši (giáo xứ), Lutriņi (giáo xứ), Nīgrande (giáo xứ), Novadnieki (giáo xứ), Pampāļi (giáo xứ), Remte (giáo xứ), Ruba (giáo xứ), Saldus (giáo xứ), Saldus (thị trấn), Šķēde (giáo xứ), Vadakste (giáo xứ), Zaņa (giáo xứ), Zirņi (giáo xứ), Zvārde (giáo xứ) |
| Saulkrasti    | 9.230                  | Saulkrasti (giáo xứ), Saulkrasti (thị trấn), Sēja (giáo xứ) |
| Sigulda       | 30.625                 | Allaži (giáo xứ), Inčukalns (giáo xứ), Krimulda (giáo xứ), Lēdurga (giáo xứ), Mālpils (giáo xứ), More (giáo xứ), Sigulda (giáo xứ), Sigulda town |
| Smiltene      | 18.155                 | Ape (giáo xứ), Ape (thị trấn), Bilska (giáo xứ), Blome (giáo xứ), Branti (giáo xứ), Drusti (giáo xứ), Gaujiena (giáo xứ), Grundzāle (giáo xứ), Launkalne (giáo xứ), Palsmane (giáo xứ), Rauna (giáo xứ), Smiltene (giáo xứ), Smiltene (thị trấn), Trapene (giáo xứ), Variņi (giáo xứ), Vireši (giáo xứ) |
| South Kurzeme | 33.364                 | Aizpute (giáo xứ), Aizpute (thị trấn), Bārta (giáo xứ), Bunka (giáo xứ), Cīrava (giáo xứ), Dunalka (giáo xứ), Dunika (giáo xứ), Durbe (giáo xứ), Durbe (thị trấn), Embūte (giáo xứ), Gavieze (giáo xứ), Gramzda (giáo xứ), Grobiņa (giáo xứ), Grobiņa (thị trấn), Kalēti (giáo xứ), Kalvene (giáo xứ), Kazdanga (giáo xứ), Laža (giáo xứ), Medze (giáo xứ), Nīca (giáo xứ), Otaņķi (giáo xứ), Pāvilosta (thị trấn), Priekule (giáo xứ), Priekule (thị trấn), Rucava (giáo xứ), Saka (giáo xứ), Tadaiķi (giáo xứ), Vaiņode (giáo xứ), Vecpils (giáo xứ), Vērgale (giáo xứ), Virga (giáo xứ)             |
| Talsi         | 35.699                 | Abava (giáo xứ), Ārlava (giáo xứ), Balgale (giáo xứ), Dundaga (giáo xứ), Ģibuļi (giáo xứ), Īve (giáo xứ), Kolka (giáo xứ), Ķūļciems (giáo xứ), Laidze (giáo xứ), Lauciene (giáo xứ), Lībagi (giáo xứ), Lube (giáo xứ), Mērsrags (giáo xứ), Roja (giáo xứ), Sabile (thị trấn), Stende (thị trấn), Strazde (giáo xứ), Talsi (thị trấn), Valdemārpils (thị trấn), Valdgale (giáo xứ), Vandzene (giáo xứ), Virbi (giáo xứ) |
| Tukums        | 44.411                 | Cēres (giáo xứ), Degole (giáo xứ), Džūkste (giáo xứ), Engure (giáo xứ), Irlava (giáo xứ), Jaunpils (giáo xứ), Jaunsāti (giáo xứ), Kandava (giáo xứ), Kandava (thị trấn), Lapmežciems (giáo xứ), Lestene (giáo xứ), Matkule (giáo xứ), Pūre (giáo xứ), Sēme (giáo xứ), Slampe (giáo xứ), Smārde (giáo xứ), Tukums (thị trấn), Tume (giáo xứ), Vāne (giáo xứ), Viesati (giáo xứ), Zante (giáo xứ), Zemīte (giáo xứ), Zentene (giáo xứ) |
| Valka         | 7.596                  | Ērģeme (giáo xứ), Kārķi (giáo xứ), Valka (giáo xứ), Valka (thị trấn), Vijciems (giáo xứ), Zvārtava (giáo xứ) |
| Valmiera      | 51.370                 | Bērzaine (giáo xứ), Brenguļi (giáo xứ), Burtnieki (giáo xứ), Dikļi (giáo xứ), Ēvele (giáo xứ), Ipiķi (giáo xứ), Jeri (giáo xứ), Jērcēni (giáo xứ), Kauguri (giáo xứ), Kocēni (giáo xứ), Ķoņi (giáo xứ), Lode (giáo xứ), Matīši (giáo xứ), Mazsalaca (giáo xứ), Mazsalaca (thị trấn), Naukšēni (giáo xứ), Plāņi (giáo xứ), Ramata (giáo xứ), Rencēni (giáo xứ), Rūjiena (thị trấn), Seda (thị trấn), Sēļi (giáo xứ), Skaņkalne (giáo xứ), Strenči (thị trấn), Trikāta (giáo xứ), Vaidava (giáo xứ), Valmiera (giáo xứ), Valmiera (thành phố), Vecate (giáo xứ), Vilpulka (giáo xứ), Zilākalns (giáo xứ) |
| Varakļāni     | 2.945                  | Murmastiene (giáo xứ), Varakļāni (giáo xứ), Varakļāni town |
| Ventspils     | 10.777                 | Ance (giáo xứ), Jūrkalne (giáo xứ), Piltene (giáo xứ), Piltene (thị trấn), Pope (giáo xứ), Puze (giáo xứ), Tārgale (giáo xứ), Ugāle (giáo xứ), Usma (giáo xứ), Užava (giáo xứ), Vārve (giáo xứ), Ziras (giáo xứ), Zlēkas (giáo xứ) |